# Urvillers
Urvillers település Franciaországban, Aisne megyében. Lakosainak száma 688 fő (2022. január 1.). Urvillers Alaincourt, Benay, Berthenicourt, Cerizy, Essigny-le-Grand, Gauchy, Grugies, Itancourt és Neuville-Saint-Amand községekkel határos.

## Népesség
A település népessége az elmúlt években az alábbi módon változott:
| Lakosok száma | 539  | 650  | 623  | 596  | 621  | 638  | 659  | 684  | 689  | 688  |
|               | 1968 | 1982 | 1990 | 2006 | 2013 | 2015 | 2017 | 2019 | 2020 | 2022 |